# Abbazia di Chelles
L'abbazia di Chelles (in francese abbaye de Chelles) era un'antica abbazia reale femminile situata a Chelles, fondata in epoca merovingia per volere della regina dei Franchi santa Batilde, sposa di Clodoveo II.

## Storia

### Alto Medioevo
Una possibile data di fondazione è il 656, forse su un piccolo monastero preesistente, fondato da santa Clotilde e che seguiva la regola di Cesario d'Arles.
Il compito di organizzare la fondazione fu affidato al vescovo di Lione Genesio, il quale chiese a Teodechilde, badessa di Notre-Dame de Jouarre, alcune monache per portare a Chelles la regola colombaniana; prima badessa fu per nomina reale Bertilla.
Quando (nel 664 circa) vi si ritirò la regina Batilde, l'abbazia attirò come novizie le figlie della nobiltà più elevata, tanto dalla Francia che dall'estero, e poté inviare monache a fondare nuovi monasteri sino in Inghilterra; esponenti di spicco del monachesimo anglosassone ispirato da Chelles furono le sante Mildthryth (o Mildred), Mildburh  (o Milburga) e Mildgyth (o Mildgytha).
Nel 715 vi fu confinato Teodorico IV, alla morte del padre Dagoberto III, sino a quando sei anni dopo il maggiordomo di palazzo Carlo Martello lo trasse dall'abbazia e lo mise sul trono dei Franchi.
Nel 753 vi fu rinchiusa Swanachilde di Baviera, seconda moglie di Carlo Martello, dopo la morte di questi e la sconfitta di Grifone, ribelle ai fratellastri Carlomanno e Pipino il Breve, legittimi eredi dei possedimenti paterni.
Sul finire del secolo (di sicuro prima del 788) diventò badessa di Chelles Gisella, sorella di Carlo Magno. Sotto il suo governo fu deciso l'ampliamento del monastero, con la costruzione di una nuova chiesa, intitolata alla Madonna, e la ristrutturazione della chiesa preesistente che venne suddivisa e in parte adibita a cappella per i religiosi del priorato e dedicata alla Santa Croce, e in parte a chiesa parrocchiale per il personale di servizio e dedicata a san Giorgio.
Sempre per iniziativa di Gisella, e con l'augusta approvazione di Carlo Magno, l'abbazia di Chelles divenne un importante centro di copiatura, conservazione e restauro di manoscritti, in gran parte perduti nel XIII secolo in seguito a un incendio, poi definitivamente dispersi con la Rivoluzione francese.
Nell'855 Carlo il Calvo donò alla moglie Ermentrude d'Orléans il titolo di badessa commendataria, beneficio che passò poi a una figlia di Carlo, Rotilde; questa, badessa dell'abbazia reale di Soissons, nell'ultima parte della vita risiedette a Chelles, forse anche per scampare alle ricorrenti incursioni normanne, da cui peraltro neppure Chelles fu risparmiata, e probabilmente rivestì il ruolo di badessa anche de facto.
Nel 925 circa Richilde morì, e per più di un secolo non possediamo notizie sull'abbazia, forse a causa dell'incendio del XIII secolo. Sappiamo però che nel 1008 Roberto II di Francia convocò a Chelles un concilio cui presero parte i vescovi di Sens, Tours, Orléans, Troyes, Châlons, e Tarbes. In un'epoca non precisata la regola benedettina soppiantò quella colombaniana.

### Basso Medioevo
Nel XII secolo, anche a causa di guerre e carestie, l'abbazia visse anni di grave difficoltà economica, da cui poté in parte risollevarsi grazie ad alcune donazioni e alle doti di alcune nobili novizie. Nel 1185, badessa Maria I di Duny e presente il vescovo di Parigi Maurice de Sully, avvenne con solenne cerimonia la traslazione del corpo di Santa Bertilla, dalla cripta sotto la chiesa del priorato, alla chiesa nuova, dove fu posto a fianco delle reliquie di Santa Batilde.
Il secolo successivo vide, nel 1226, un incendio distruggere gran parte degli edifici abbaziali, e la comunità costretta a disperdersi temporaneamente. Per interessamento delle più importanti abbazie francesi, e dello stesso vescovo di Parigi, fu lanciata una grande raccolta di offerte, anche col pellegrinaggio attraverso il Paese delle reliquie della santa fondatrice; gli oboli furono generosi e più che sufficienti alla ricostruzione, nello stile gotico dell'epoca, sia degli edifici di alloggio e servizio, che della chiesa (a croce latina e con una galleria di cappelle absidali, come descritto in una pianta tracciata nel 1688). Dopo l'incendio l'abbazia visse un periodo di prosperità, alimentata da esenzioni, donativi e privilegi, tra cui si possono citare quelli ricevuti nel 1228 dal connestabile di Francia Matteo II di Montmorency.
Sotto il governo di Matilde V di Nanteuil (1250-1274), in un periodo di particolare prosperità economica, venne completamente riedificata la chiesa parrocchiale di San Giorgio, i cui canonici e chierici divennero così in tutto dipendenti dall'abbazia.
Con lo scoppio della guerra dei cent'anni e la peste nera di poco successiva a questo, l'abbazia, come il resto della Francia, entrò in un periodo di grave difficoltà; ciononostante non diminuirono le professe, che nel 1350 sappiamo erano in numero di 80 Nel 1355, al termine della tregua imposta dalla pestilenza, Giovanni II convocò a Parigi gli Stati generali, per votare la ripresa della guerra e il finanziamento necessario. Chelles fu tassata per l'importo di 1600 lire tornesi, somma notevole, che i commissari reali riscossero a scapito dei fondi agricoli e dei coloni, privando l'abbazia di gran parte dei propri mezzi di sostentamento. La badessa in carica, Adeline II di Pacy, non esitò a rivolgersi direttamente al Delfino Carlo, che regnava durante la prigionia di Giovanni II. Carlo accordò una rateizzazione in sedici anni, per un importo di 100 lire l'anno; dopo non molto tempo Adeline ottenne l'esenzione totale dall'imposta, il che diede modo al monastero di risollevarsi e ritrovare una sembianza della passata prosperità.
Nel maggio-giugno 1358 le campagne di Île-de-France, Piccardia, Champagne, Artois e Normandia furono percorse da quella rivolta contadina che andò sotto il nome di Grande Jacquerie, e anche le religiose di Chelles furono costrette a rifugiarsi nella città di Parigi con le reliquie e i beni più preziosi. Quando il Delfino si accampò a Chelles, il 22 giugno, per reprimere gli eccessi della Jacquerie, trovò in effetti il monastero saccheggiato, anche per mano inglese. Il trattato di Brétigny segnò l'inizio di un periodo di relativa pace che incoraggiò le religiose a ritornare alla loro sede, dove ritrovarono solo edifici in rovina.
Nel periodo di relativa tregua seguente il trattato, come in gran parte della Francia anche a Chelles imperversavano le Grandi Compagnie, bande di mercenari smobilitati e di predoni dedite al saccheggio e alla rapina. Nel 1369 le religiose, sotto la protezione di Carlo V di Francia, badessa Giovanna II di La Forest, dovettero trovare nuovamente rifugio a Parigi. Poterono tornare alla loro casa solo dopo che le Compagnie ebbero cessato il loro girovagare trovando impiego nella guerra di Castiglia tra Pietro I il Crudele ed Enrico di Trastamara. Dopo una nuova faticosa opera di ricostruzione, che vide anche il restauro della tomba di Santa Batilde, il monastero fu in più occasioni onorato della visita della pia consorte di Carlo, la regina Giovanna di Borbone.
Il nuovo secolo portò con sé altro disordine al monastero, dove, in ragione delle traversie precedenti, si vissero un allentamento della rigidità della regola monastica e un decennale scontro con l'autorità vescovile, dalla quale le badesse cercavano da tempo con insistenza di affrancarsi; intanto un nuovo conflitto, non meno rovinoso del precedente, era scoppiato: la guerra civile tra Armagnacchi e Borgognoni, particolarmente vivo nei dintorni della Capitale. Ancora una volta le religiose dovettero lasciare l'abbazia per rifugiarsi a Parigi, dapprima con l'avanzare delle truppe di Giovanni di Borgogna (settembre 1405), e poi ancora nel 1411 di fronte alle bande di Armagnacchi cui si erano uniti ladri e predoni che vivevano di saccheggio. Di ritorno dall'esilio, la badessa, Agnese II di Neuville, si rivolse alla regina consorte Isabella di Baviera, che si trovava in quel periodo a Melun col suo favorito Luigi di Valois-Orléans; non solo ne ottenne l'aiuto per la ricostruzione ma anche il permesso di erigere fortificazioni - mura, porte e fossato - intorno all'abbazia, cosa che fu portata a compimento come testimoniano documenti del secolo successivo. Ad Agnese di Neuville si attribuisce l'istituzione dell'elemosina di Santa Batilde, ossia la distribuzione, il giorno dopo la festa della fondatrice, di pane e vino a tutti i bisognosi (l'usanza, dal 1402, continuò ininterrotta sino al 1790, quando l'abbazia fu soppressa).
Gli anni seguenti videro nuove traversie per il monastero e la Francia tutta, in particolare per Parigi, in preda alla guerra civile, assediata più volte dalle truppe di Carlo VII (nel 1427, nel 1429 con Giovanna d'Arco, nuovamente nel 1435); non meno difficile l'esistenza nei dintorni della Capitale: Chelles subì più volte il passaggio delle truppe di entrambi gli schieramenti, coi conseguenti saccheggi.
Sulla fine del XV secolo i vescovi di Parigi - prima Louis de Beaumont de la Forêt, poi i suoi successori - dovettero imporre una radicale riforma della condotta dell'abbazia, che a seguito del lungo periodo di disordini aveva perduto l'originale obbedienza alla regola benedettina, riforma culminata nel 1499-1500 con l'arrivo di monache da Fontevrault e da altre filiazioni del medesimo ordine.

### Età moderna

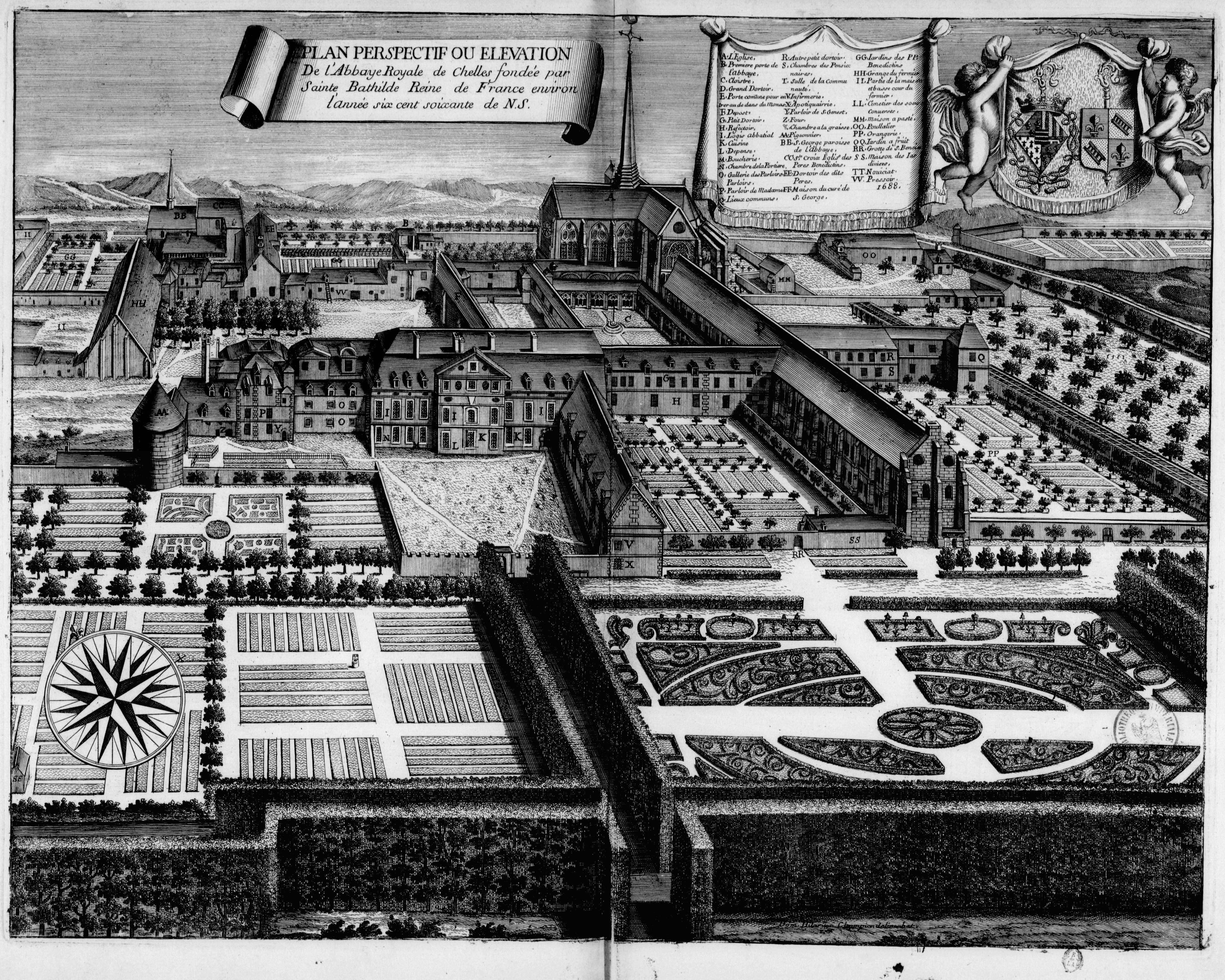
Una raffigurazione dell'abbazia nel 1688 dal Monasticon Gallicanum

Il XVI secolo vide l'abolizione della perpetuità della carica di badessa: Jeanne de la Riviére (1500-1507) fu la prima a rivestire la carica con una durata triennale. In poco tempo il convento accrebbe la propria reputazione, e la comunità ritrovò l'antico splendore: secondo una bolla di papa Innocenzo III giunse a contare 80 monache. Per meglio rinsaldare le antiche radici anche i canonici, da tempo secolarizzati, furono sostituiti con religiosi benedettini. Nel 1504 il vescovo Étienne de Poncher approvò la stesura definitiva della regola di Chelles.
Nel corso del governo della badessa Marie Cornu (1510-1517) si procedette a una nuova consacrazione della chiesa abbaziale: già consacrato nel XIII secolo ai tempi della seconda riedificazione, l'edificio aveva subito da allora una serie ininterrotta di rifacimenti, ingrandimenti e restauri, il che fece nascere l'esigenza di una nuova dedicazione, avvenuta il 12 novembre di un anno imprecisato tra 1510 e 1512 a opera del vescovo Étienne de Poncher.
Nel 1517 Marie Cornu lasciò la guida dell'abbazia per portare, con undici consorelle, la regola di Chelles nell'abbazia di Faremoutiers. Jenne Joli, altra religiosa di Chelles, guidò una colonia di monache inviate a riformare l'abbazia di Notre-Dame de Jouarre, e ne divenne badessa per ordinanza reale. Anche altri monasteri accolsero religiose di Chelles per riformare la propria regola: nella diocesi di Parigi l'abbazia di Malnoue, e l'abbazia di Gif; nella diocesi di Laon l'abbazia di Origny; diversi altri nel resto della Francia.
Il 5 febbraio 1543 fu imposta per la prima volta una badessa di nomina regia, Renata di Borbone (sedicenne, principessa di sangue reale in quanto figlia di Carlo IV di Borbone-Vendôme), interrompendosi così la serie delle badesse elettive: seppure con un certo ritardo anche a Chelles furono imposti i termini del Concordato di Bologna del 1516, col quale papa Leone X conferiva ai sovrani di Francia la facoltà di nominare abati, badesse, vescovi, e assegnare o revocare privilegi. Il lungo conflitto tra Francia e Impero portò nuovamente, nella sua fase finale, la guerra nei pressi di Parigi, e ancora una volta (9 settembre 1544) le monache di Chelles lasciarono il monastero per rifugiarsi nella Capitale; con la pace conseguente al trattato di Crépy, pochi giorni dopo, poterono fare ritorno. Solo nel settembre 1561 Renata di Borbone prese effettivamente la guida del monastero, ma vi soggiornò per meno di un anno, in quanto nel giugno 1562 fu costretta temporaneamente a tornare a Parigi con le consorelle per l'imperversare delle guerre di religione; ciò si ripeté ancora nel 1589-90, quando i dintorni della Capitale, stretta d'assedio dalle truppe di Enrico IV, divennero malsicuri per le religiose. La parentela della badessa Maria V di Lorena-Aumale, figlia di Claudio di Guisa e legata per parte di madre a Enrico IV, valse a Chelles l'aiuto del sovrano per porre rimedio alle distruzioni che il ripetuto passaggio di truppe aveva causato all'infermeria, al parlatorio, al refettorio e alla copertura della chiesa. Nel 1596 scoppiò a Parigi e dintorni un'epidemia di peste, durante la quale l'abbazia giocò un importante ruolo assistenziale e sanitario, pur secondo i parametri del tempo.
La guerra dei trent'anni (1618-1648) e la successiva guerra della Fronda, nell'ambito della persistente guerra franco-spagnola, si spinsero fino ai dintorni di Parigi, e le religiose trovarono in più di un'occasione rifugio nella Capitale sotto la protezione del maresciallo di Francia Charles de La Porte, fratello della badessa.
Nel luglio 1651, poco dopo iniziati ambiziosi lavori di ampliamento e ristrutturazione, il monastero ricevette la visita di Enrichetta Maria di Borbone-Francia, esule vedova del re Carlo I d'Inghilterra: assistette alla professione solenne di Margherita di Cossé-Brissac, in seguito destinata a prendere la guida della comunità.
Tra XVII e XVIII secolo l'abbazia conobbe il periodo di massimo splendore: le badesse e le monache, di elevata estrazione, erano imparentate con la nobiltà e con la stessa corte di Francia e ciò apportò acquisizioni di reliquie, donazioni, privilegi: Luisa Adelaide di Borbone-Orléans, figlia del duca d'Orléans fu badessa tra 1719 e 1734, e durante il suo governo concepì e realizzò la completa ristrutturazione dell'abbazia sia per quanto riguardava la chiesa che per quanto riguardava gli edifici di servizio.
Nelle concitate giornate del luglio 1789 anche a Chelles si vissero i prodromi della Rivoluzione, e l'abbazia in più dovette sopportare la morte della sua più longeva badessa, ultima a reggerne il pieno governo prima della soppressione, Anna di Clermont.
Madeleine-Élisabeth-Delphine de Sabran fu nominata badessa con brevetto reale il giorno 5 luglio, ma non sembra sia mai avvenuta una cerimonia di insediamento, in quei giorni inquieti; tuttavia, mentre altrove si dava l'assalto ai palazzi e ai monasteri, a Chelles la popolazione si stringeva attorno all'abbazia per proteggerla, e si organizzavano reparti della Guardia nazionale, cosicché nulla di grave accadde quell'anno sul piano dell'ordine pubblico.
In virtù del decreto del 2 novembre 1789 i beni appartenenti al clero e ai monasteri dovettero essere alienati; la successiva legge del 13 febbraio 1790 soppresse gli ordini religiosi. Al 25 febbraio i possedimenti dell'abbazia assommavano a 4673 arpenti di terra e oltre 140.000 lire di rendita, con debiti per 238.000 lire; la comunità contava 33 religiose, compresa la badessa, e 23 suore converse.
Il 7 gennaio 1791 ebbe luogo la vendita dei beni dell'abbazia: la gran parte fu acquisita da un tale Boutarel, che poco dopo rivendette a Henri Nast, fabbricante di porcellane. La pensione che la legge assegnava ai religiosi non era ancora arrivata, e in quel frangente le monache si trovarono in una condizione di grave indigenza, mentre sulla municipalità si riversavano gli obblighi di assistenza caritatevole da secoli assolti dal monastero.
Il 18 agosto 1792 l'Assemblea nazionale legislativa abolì le comunità religiose, «eccetto quelle che, votate all'istruzione pubblica, abbiano ben meritato dalla Patria». La comunità di Chelles dovette dunque sciogliersi, e il 1º ottobre Madeleine de Sabran ordinò di partire: alcune religiose rimasero a risiedere nei pressi, dedicandosi all'insegnamento, altre raggiunsero le famiglie di origine.
Il consiglio comunale, dopo la partenza delle monache, s'incaricò di tutelare nell'interesse pubblico ciò che restava dei beni mobili e degli oggetti sacri dell'abbazia; l'intento venne frustrato dalla tardiva esecuzione, e un sopralluogo effettuato il 20 ottobre rivelò la devastazione e il saccheggio quasi totale; fra i pochi oggetti sopravvissuti erano le principali reliquie, tra cui i resti delle sante Bertilla e Batilde. I fabbricati dell'abbazia rimasero abbandonati e caddero in rovina, venendo successivamente demoliti

## Elenco delle badesse
- Santa Bertilla (680-705)
- Sigisle (705-708)
- Vilcome (708-724)
- Ermengarde (724-7??)
- Clementine
- Asceline I
- Sibille
- Marsilie o Marsille
- Gisella (7??-810), sorella di Carlo Magno
- Helvide o Hegivilde o Edvige di Sassonia (825/826-855), madre dell'imperatrice Giuditta di Baviera
- Ermentrude d'Orléans (855-869), moglie di Carlo il Calvo
- Rotilde di Neustria (869-925 circa), figlia di Carlo il Calvo e di Richilde di Provenza
- Matilde I (1097 circa-1112)
- Ameline I (1112- dopo il 1137)
- Matilde II (1155-1156)
- Helvide II (1156-1177)
- Asceline II (1177-1178)
- Maria I di Duny (1178-1190 circa)
- Éméline o Ameline II (1190 circa-1205)
- Maria II di Néry (1206-1208)
- Matilde III di Berchère (1208-1220)
- Matilde IV di Corbeil (1220-1223)
- Florence (1223-1230)
- Margherita I di Néry (1230-1231)
- Pétronille I di Mareuil (1231-1250)
- Matilde V di Nanteuil (1250-1274)
- Adeline I di Nanteuil (1280-1311)
- Alice I di Clignet d'Otis (1311-1317)
- Margherita II di Pacy (1317-1348)
- Pétronille II di Paroy (1348-1354)
- Adeline II di Pacy (1354-1363)
- Giovanna I di Soissy (1363)
- Agnese I di La Queue (1364-1368)
- Giovanna II di La Forest (1368-1379), sorella del cancelliere di Francia e arcivescovo Pierre de La Forest
- Giovanna III di Roye (1379-1399), sorella dell'arcivescovo di Tours Guy de Roye
- Agnese II di Neuville (1399-1414)
- Alice II di Thorote (1414-1420)
- Maria III di Cléry (1420-1429)
- Elisabetta di Pollye (1429-1475)
- Caterina I di Lignières (1475-1500)
- Giovanna IV di La Riviére (1500-1507)
- Maria IV di Reilhac (1507-1510)
- Maria V Cornu (1510-1517)
- Caterina Margherita di Champrond (1517-1518)
- Barbe di Tallansac (1518-1528)
- Maddalena I di Chelles (1528-1542)
- Jacqueline d'Amignon (1542-1543)
- Renata di Borbone (1543-1583), figlia di Carlo IV di Borbone-Vendôme
- Maria V di Lorena-Aumale (1583-1627), figlia di Claudio di Guisa
- Maria-Enrichetta di Borbone (1627-1629), figlia di Enrico IV
- Maddalena II di la Porte de La Meilleraye (1629-1671), cugina del Cardinale Richelieu
- Margherita III Guidone di Cossé-Brissac (1671-1680)
- Caterina III di Scorailles de Roussille (1680-1688)
- Margherita III Guidone di Cossé-Brissac (1688-1707) (per la seconda volta)
- Agnese III Carlotta di Villars (1707-1719)
- Luisa Adelaide di Borbone-Orléans (1719-1734), figlia di Filippo II di Borbone-Orléans
- Anna di Clermont de Gessans de Chaste (1734-1789)
- Madeleine-Elisabeth-Delphine de Sabran (1789-1792)